# Katazona
Katazona lub kata – najgłębsza strefa metamorfizmu występująca na głębokości ok. 18–30 km. Charakteryzuje się bardzo wysokimi temperaturami od 500 do 900 °C oraz wysokim ciśnieniem hydrostatycznym przy braku lub bardzo słabym ciśnieniu kierunkowym. Stopień przeobrażenia skał jest bardzo silny. Mogą się zazębiać (zob. → anateksis) bądź ulec granityzacji. Zmiany te maja głównie charakter zmian na polu krystalograficznym i chemicznym. Wysokie ciśnienia nie sprzyjają deformacjom tektonicznym, w tym powstawaniu struktury kierunkowej. Do tej strefy włącza się także wysokotemperaturowe odmiany metamorfizmu kontaktowego i metasomatycznego. Poniżej strefy kata zachodzą zjawiska określane jako ultrametamorfizm.

## Skały wyjściowe i produkty przeobrażeń strefy kata
- skały ilaste i mułowcowe → gnejsy, granulity
- piaskowce kwarcowe, skały krzemionkowe → kwarcyty
- wapienie i dolomity → marmury kalcytowe i dolomitowe
- granitoidy, porfiry kwarcowe, obojętne skały magmowe, szarogłazy i arkozy → gnejsy, granulity
- zasadowe skały magmowe, margle  → eklogity, piribolity
- ultrazasadowe skały magmowe → eklogity, piribolity
- margle, skały węglanowo-krzemianowe → erlany, eklogity

## Galeria

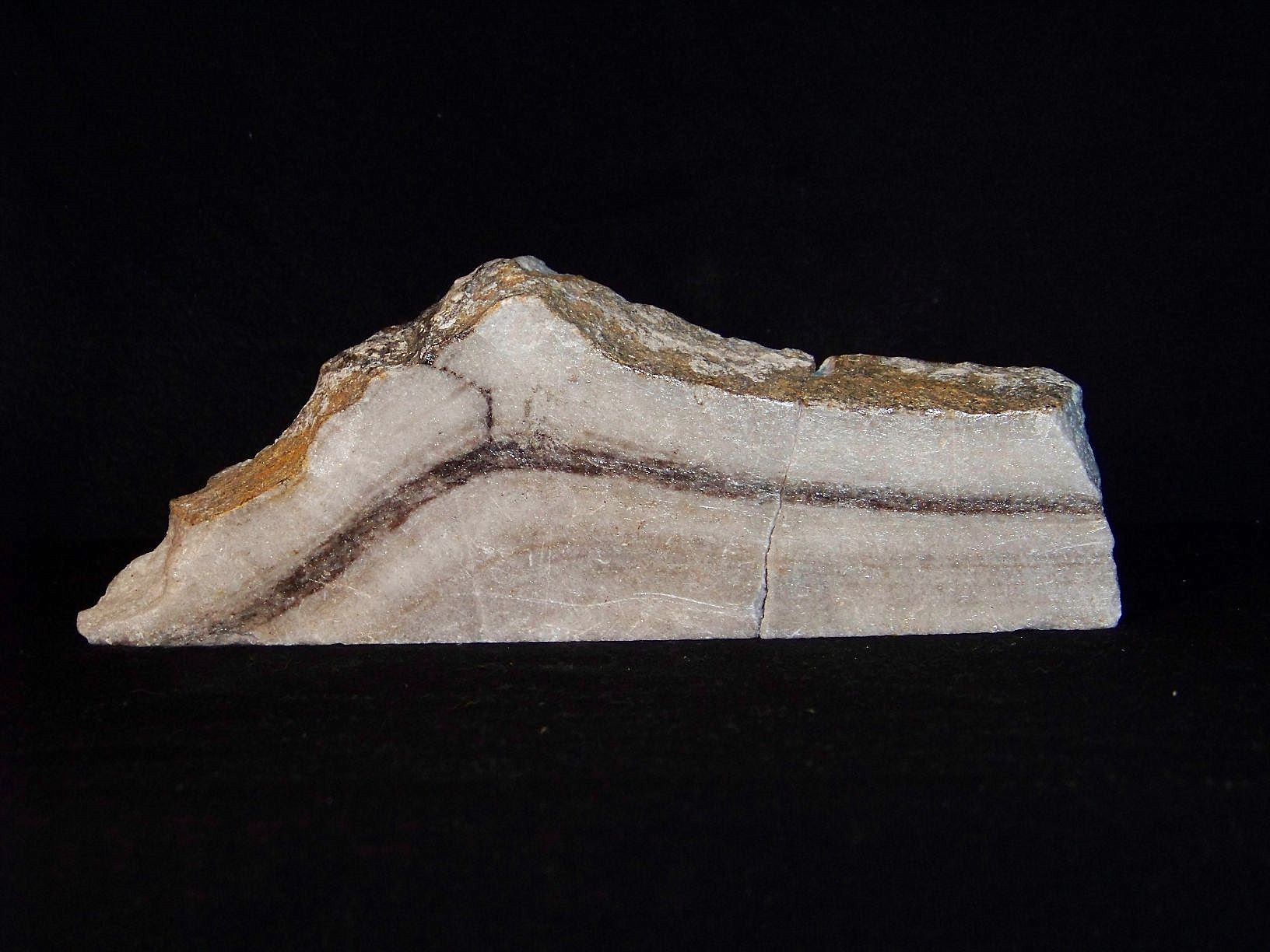
marmur kalcytowy
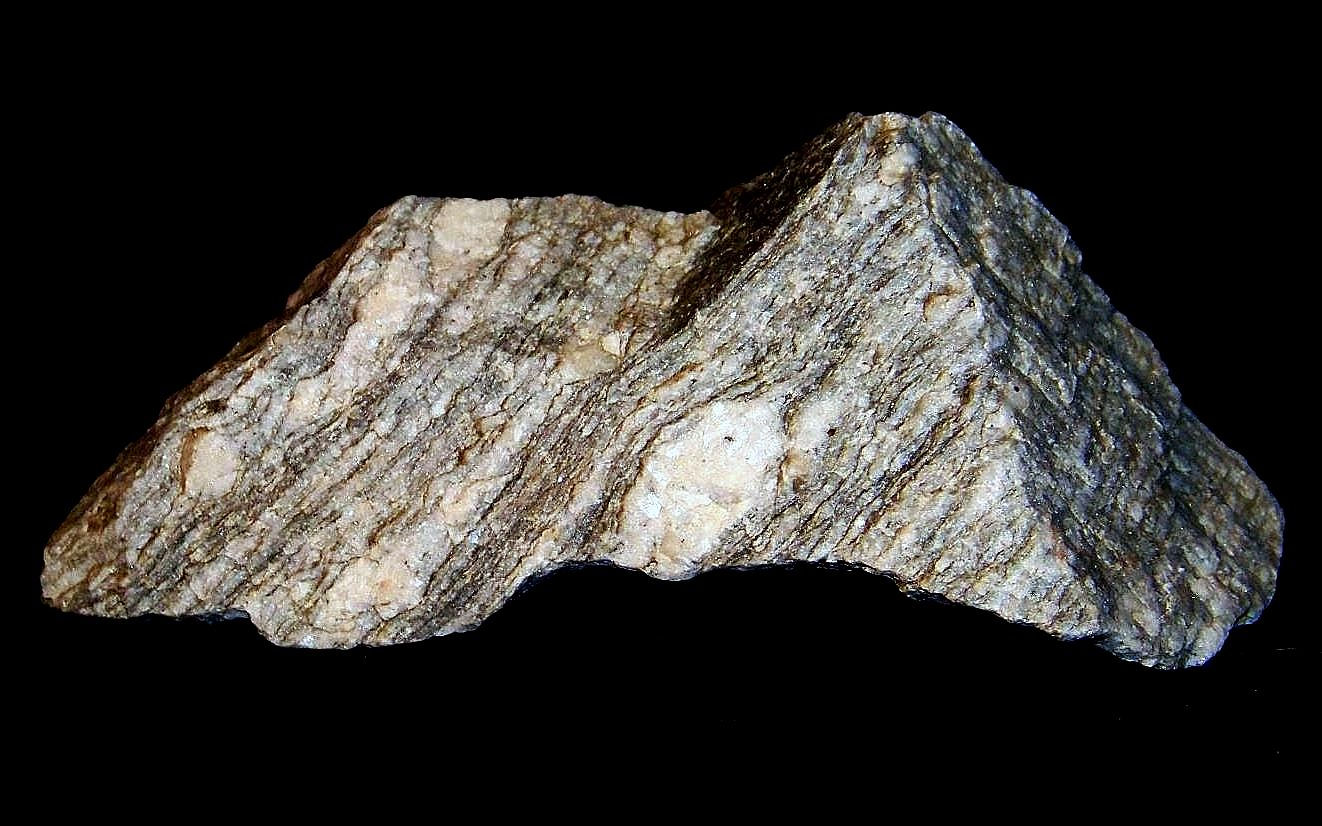
gnejs oczkowy
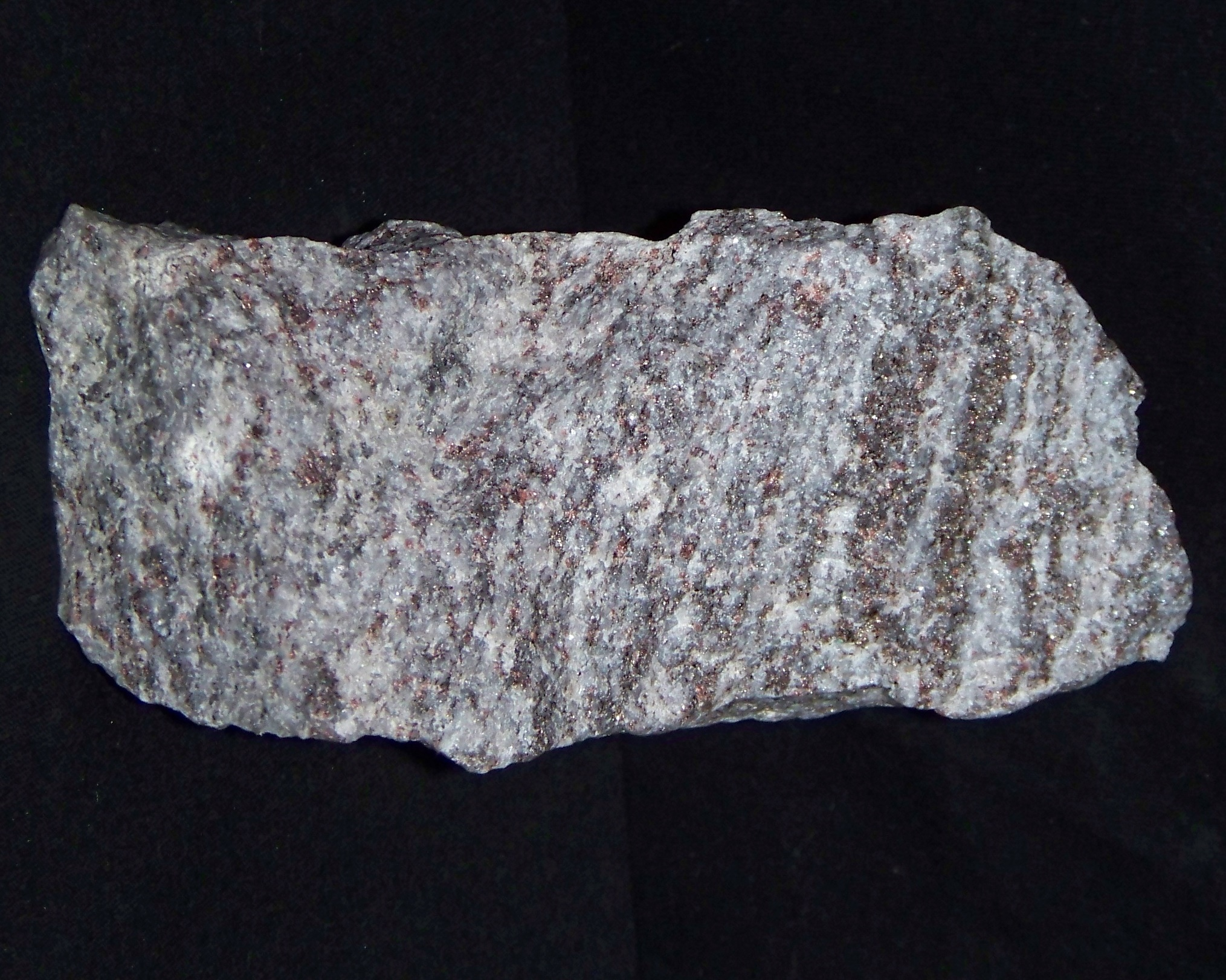
granulit